# Kenzo Yokoyama
Kenzo Yokoyama (født 21. januar 1943) er en japansk fodboldspiller.

## Japans fodboldlandshold
| Japans landshold | Japans landshold | Japans landshold |
| År               | Kmp              | Mål              |
| ---------------- | ---------------- | ---------------- |
| 1964             | 1                | 0                |
| 1965             | 4                | 0                |
| 1966             | 6                | 0                |
| 1967             | 5                | 0                |
| 1968             | 3                | 0                |
| 1969             | 3                | 0                |
| 1970             | 12               | 0                |
| 1971             | 6                | 0                |
| 1972             | 3                | 0                |
| 1973             | 2                | 0                |
| 1974             | 4                | 0                |
| Total            | 49               | 0                |